# Đại học Nicolaus Copernicus ở Toruń
Đại học Nicolaus Copernicus ở Toruń (tiếng Ba Lan: Uniwersytet Mikołaja Kopernika w Toruniu, UMK) được đặt tại Toruń, Ba Lan. Nó được đặt theo tên của Nicolaus Copernicus, người sinh ra ở thị trấn này vào năm 1473.

## Khoa

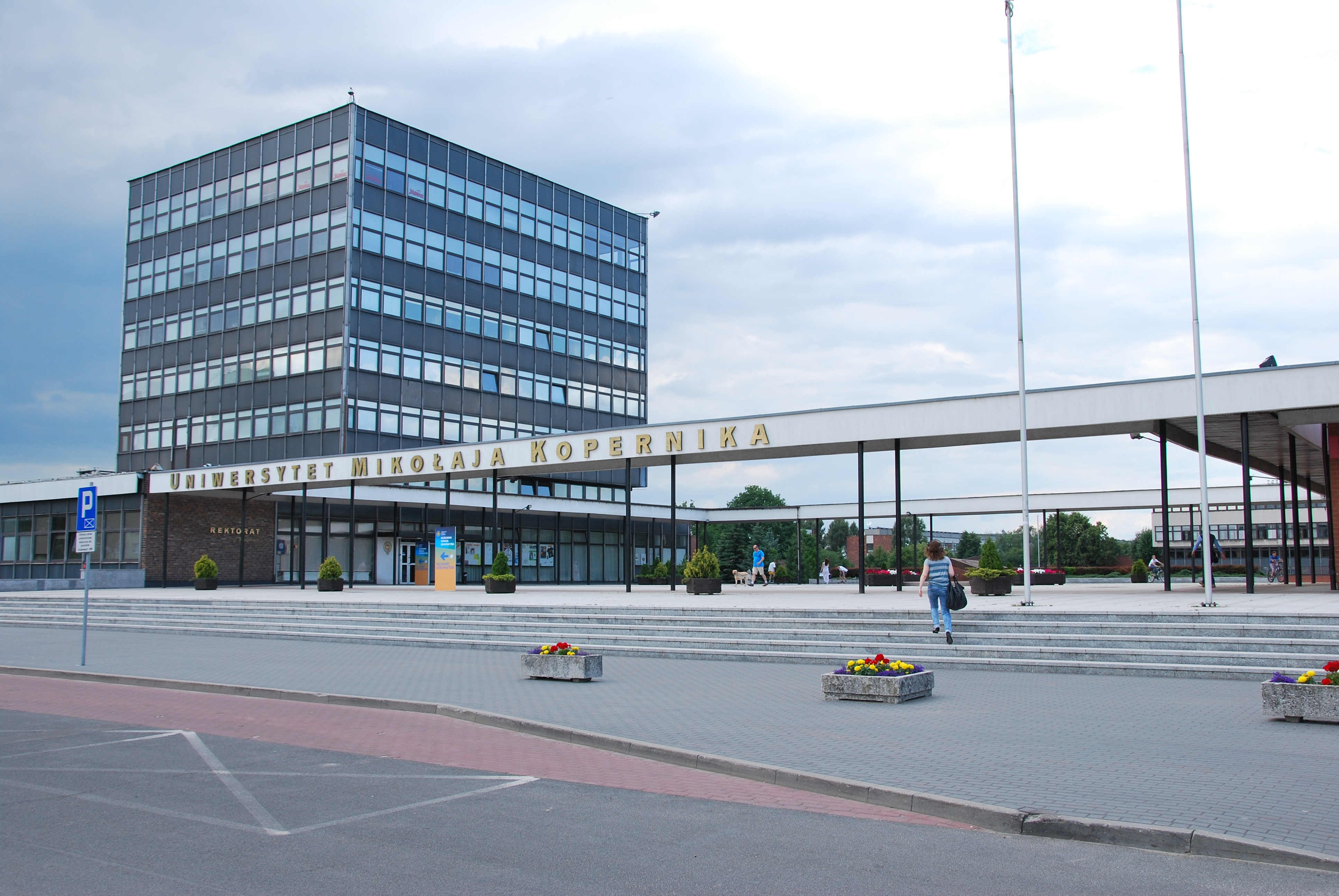
Văn phòng hiệu trưởng tại Đại học Nicolaus Copernicus ở Toruń

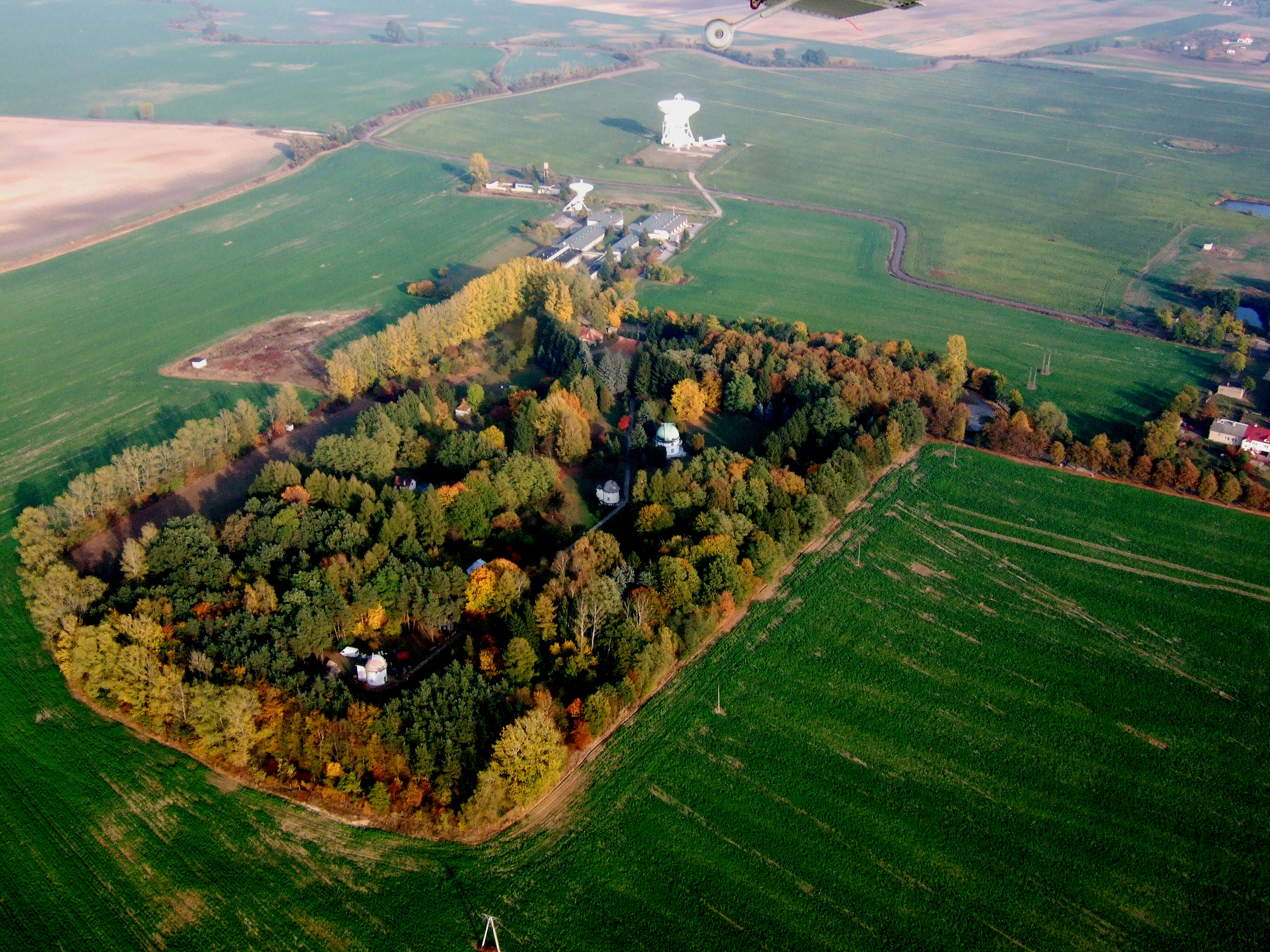
Đài quan sát thiên văn ở Piwnice

- Khoa Sinh học và Bảo vệ Môi trường
- Khoa Hóa
- Khoa Khoa học Trái đất
- Khoa Khoa học Kinh tế và Quản lý
- Khoa Khoa học Giáo dục
- Khoa mỹ thuật
- Khoa Khoa học sức khỏe
- Khoa lịch sử
- Khoa nhân văn
- Khoa ngôn ngữ
- Khoa Luật và Hành chính
- Khoa Toán và Khoa học Máy tính
- Khoa y
- Khoa Dược
- Khoa Khoa học Chính trị và Nghiên cứu Quốc tế
- Khoa Vật lý, Thiên văn học và Tin học ứng dụng

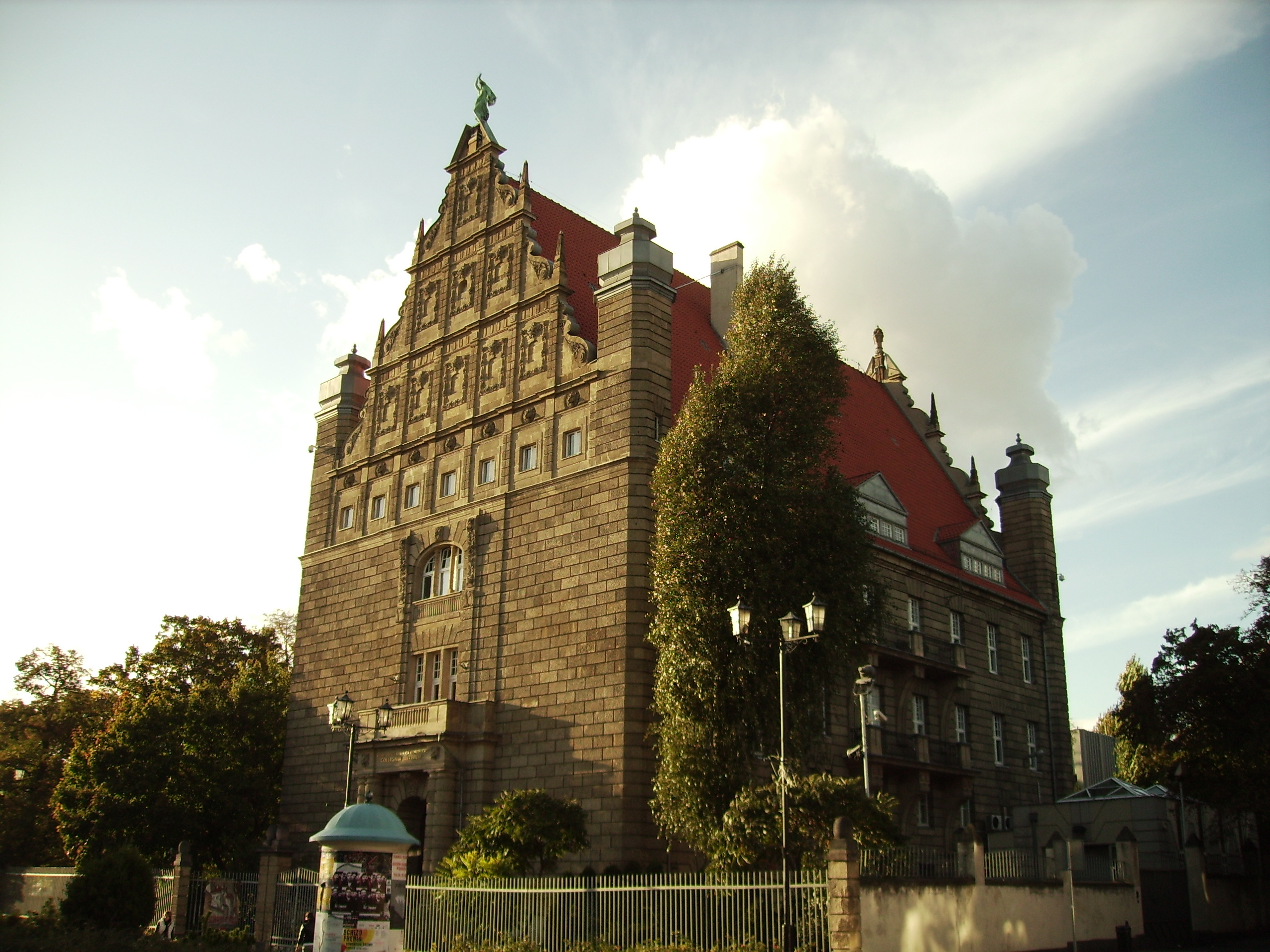
Collegium Maximus chứa các bộ sưu tập của trường đại học

- Khoa Thần học

## Cán bộ

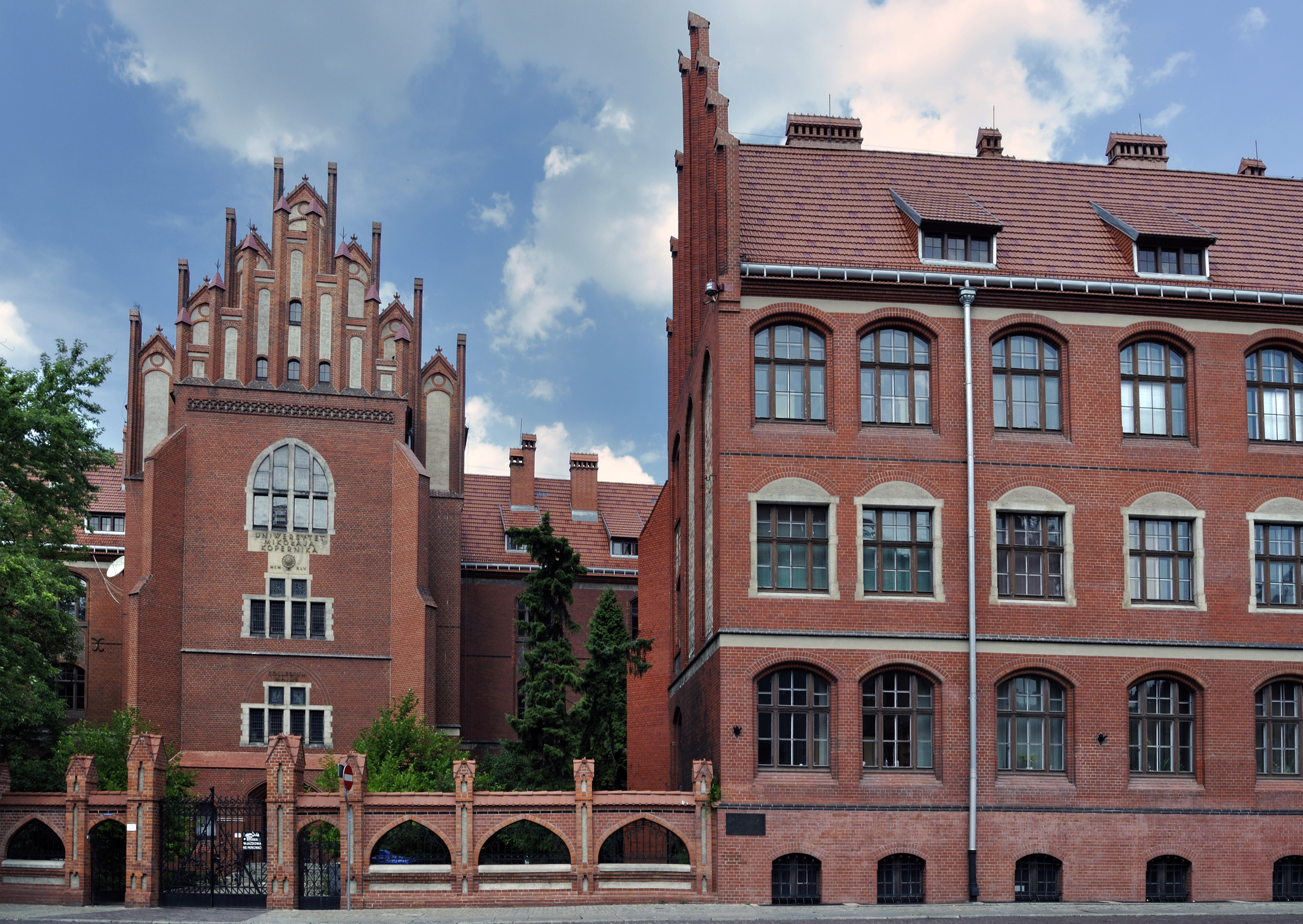
Đại học Nicholas Copernicus Maius

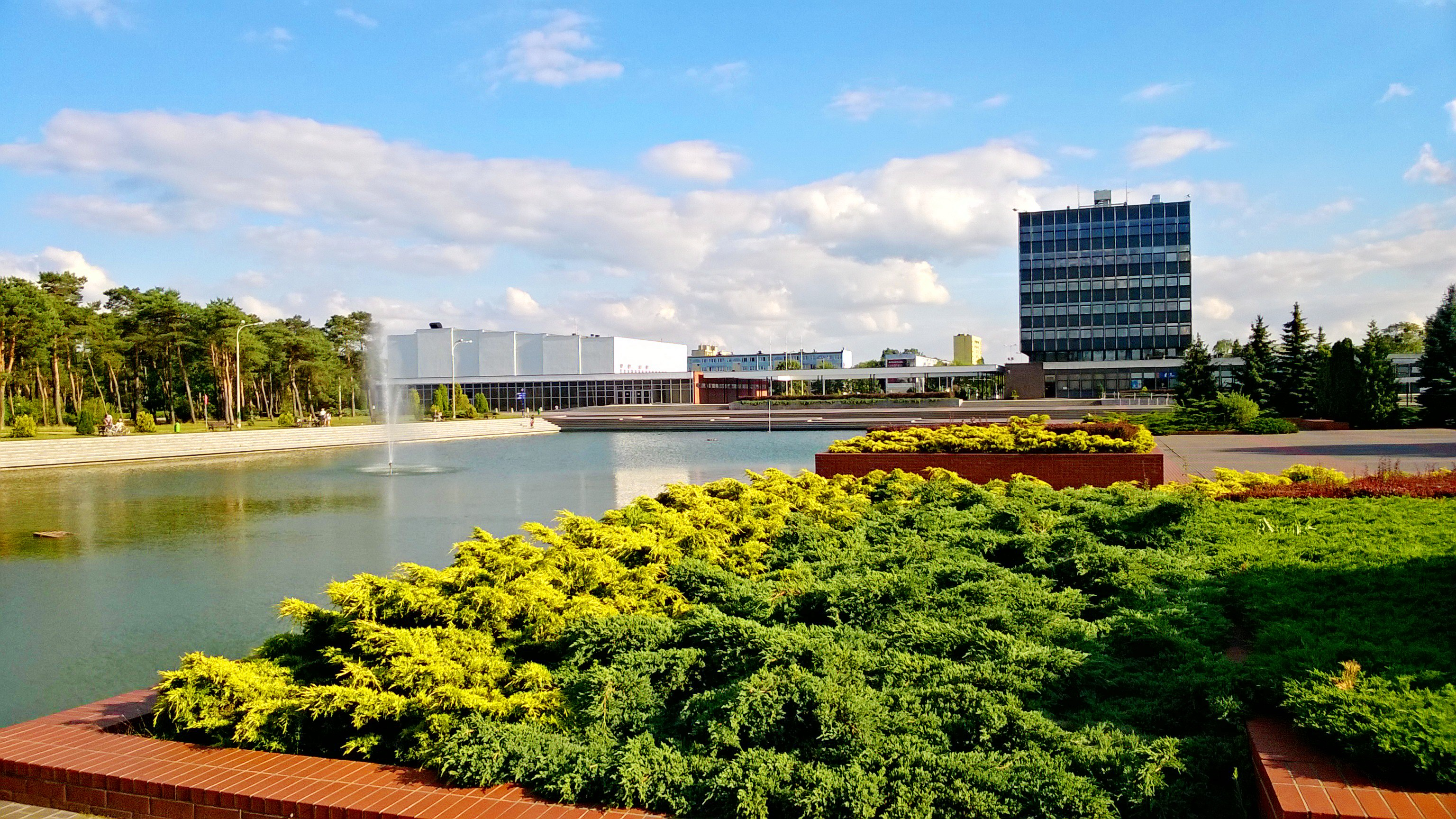
Phần lớn trường đại học bao quanh hồ nước

| Nhân viên / năm       | 2003  | 2004  | 2006  | 2008  | 2009  | 2010  |
| --------------------- | ----- | ----- | ----- | ----- | ----- | ----- |
| Giáo sư               | 373   | 475   | 485   | 497   | 474   | 485   |
| Bác sĩ ổn định        | 85    | 111   | 107   | 131   | 121   | 123   |
| Giảng viên cao cấp    | 576   | 805   | 852   | 964   | 995   | 1.027 |
| Giáo viên (tổng cộng) | 1.427 | 2.009 | 2.077 | 2.244 | 2,203 | 2.21  |
| Nhân viên khác        | 1.663 | 2,102 | 2.059 | 2.180 | 2.149 | 2,119 |
| Tổng số nhân viên     | 3.090 | 4.111 | 4,136 | 4,424 | 4.352 | 4.340 |

## Số sinh viên
| Sinh viên / năm          | 2003   | 2004   | 2006   | 2008   | 2009   | 2010   |
| ------------------------ | ------ | ------ | ------ | ------ | ------ | ------ |
| Sinh viên toàn thời gian | 17.455 | 20.622 | 20.688 | 20,575 | 21,575 | 22.725 |
| Sinh viên ngoại khóa     | 14,501 | 16.680 | 17.178 | 10.641 | 9.247  | 8.110  |
| Sinh viên sau đại học    | 3,889  | 4.526  | 2.673  | 2.487  | 2.517  | 2.275  |
| Toàn bộ                  | 35.845 | 41.828 | 40,539 | 33.703 | 33.339 | 33.110 |

## Các cấp học
- Trình độ đại học ngắn hạn / trung cấp

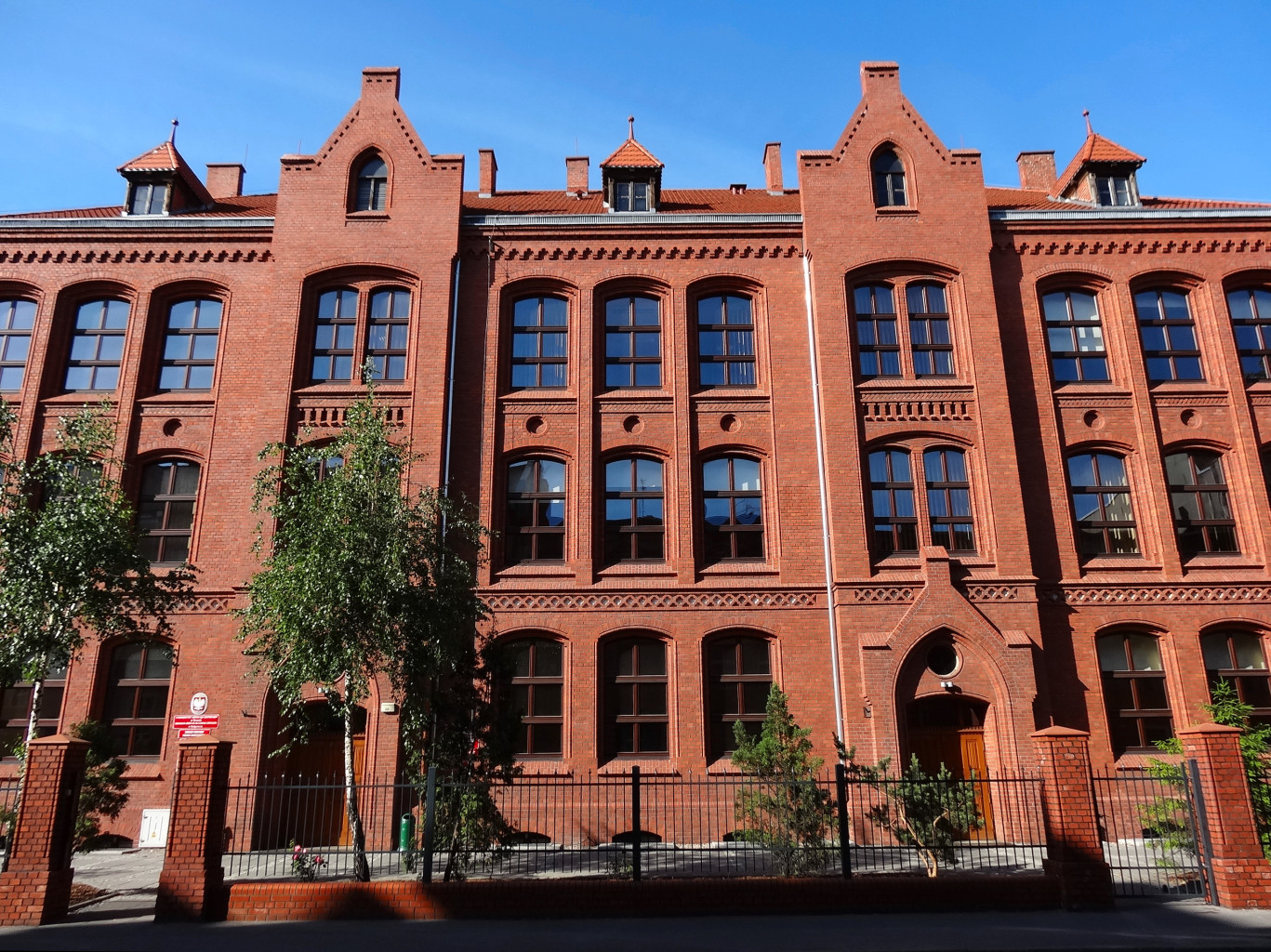
Một phần của Collegium Medicum có trụ sở tại vùng ven Bydgoszcz

- Trình độ đại học chính quy
- Trình độ nâng cao / sau đại học
- Tiến sĩ
- Tiến sĩ / sau tiến sĩ

## Bằng cấp
- Bằng cử nhân (3 năm đại học. Tương đương với Cử nhân Khoa học hoặc Cử nhân Nghệ thuật)
- Bằng Kỹ sư (3 hoặc 3,5 năm trình độ kỹ thuật. Tương đương với Cử nhân Kỹ thuật)
- Bằng Thạc sĩ (5 năm tương đương với chương trình dựa trên khóa học Thạc sĩ)
- Bằng tiến sĩ
- Bằng sau tiến sĩ

## Xếp hạng
Năm 2017, Times Greater Education đã xếp hạng các trường đại học này trong phạm vi 801-1000 trên toàn cầu.

## Hợp tác quốc tế
- Đại học degli Studi di Padova – Ý
- Đại học degli Studi di Ferrara – Ý
- Đại học Carl von Ossietzky Oldenburg – Đức
- Đại học Otto Friedrich Bamit, – Đức
- Đại học Rostock – Đức
- Đại học Ernst Moritz Arndt Greifswald – Đức
- Đại học Bundeswehr München – Đức
- Đại học d’Angers – Pháp
- Đại học Nottingham Trent – Vương quốc Anh
- Đại học Dominican – Hoa Kỳ
- Đại học Cranfield – Vương quốc Anh

## Cựu sinh viên đáng chú ý
- Zbigniew Herbert, (1924-1998), nhà thơ
- Piotr Pawel Bojanchot, (1946-), cựu vô địch quốc gia, Ice Dancing
- Maciej Konacki, (1972-), nhà thiên văn học
- Mariusz Lemańchot, (1958-), nhà toán học
- Zbigniew Nowek, (1959-), cựu lãnh đạo Cơ quan Tình báo Ba Lan
- Andrzej Person, (1951-), thượng nghị sĩ và nhà báo thể thao nổi tiếng
- Jan Rompsczi, (1913-1969), nhà thơ và nhà dân tộc học
- Aleksander Wolszczan, (1946-), nhà thiên văn học
- Tomasz Zaboklicki, (1958-), Giám đốc điều hành của PESA SA